# شعبده‌بازی (فیلم ۱۹۷۸)
شعبده‌بازی (انگلیسی: Magic) فیلمی در ژانر ترسناک و وحشت روان‌شناختی به کارگردانی ریچارد اتنبرا است که در سال ۱۹۷۸ منتشر شد.

## بازیگران
- آنتونی هاپکینز
- آن مارگرت
- بورگس مریدیت
- اد لاتر
- دیوید اوگدن استایرس
- لیلیان رندولف